# Козаковская, Аделаида Георгиевна
Аделаи́да Гео́ргиевна Козако́вская (в замужестве Буйницкая-Козаковская; 1869, Невельский уезд, Витебская губерния — 20 сентября 1959, Ленинград) — оперная певица (лирико-драматическое сопрано), вокальный педагог.

## Биография
Родилась в семье военного. Училась в Петербургской консерватории (1888—1890), на частных курсах В. Полянской, у И. П. Прянишникова, затем у З. П. Гренинг-Вильде (1896—1897); стажировалась за границей.
Дебютировала (Маргарита в «Фаусте» Ш. Гуно). В 1896—1901 и 1905—1932 годы — солистка Мариинского театра. В 1901 году гастролировала в «Ла Скала» (Милан).
С 1932 года преподавала.

### Семья
Муж Рафаил Иосифович Буйницкий (Буйницкий-Несцюшко; 1871 — ?), художник, масон; владел имением Гостилово в Невельском уезде, 1810 десятинами земли и 37 деревнями в Чупровской волости. Его имущество было конфисковано в 1920-х годах, тогда же исчезла и фисгармония, подаренная им жене.

## Творчество
Обладала сильным, хорошо поставленным голосом обширного диапазона.
Её партнерами на сцене были И. А. Алчевский, Н. А. Большаков, Д. И. Бухтояров, И. В. Ершов, Г. А. Морской, М. А. Славина, А. В. Смирнов, Д. А. Смирнов, Ф. И. Стравинский, Г. П. Угринович, И. Ф. Филиппов, М. М. Чупрынников, Ф. И. Шаляпин, В. С. Шаронов. Пела под управлением Ф. М. Блуменфельда, Э. А. Крушевского, П. П. Шенка.

### Избранные оперные партии
- Наташа («Русалка» А. С. Даргомыжского)
- Ярославна («Князь Игорь» А. П. Бородина)
- Татьяна («Евгений Онегин» П. И. Чайковского)
- Лиза («Пиковая дама» П. И. Чайковского)
- Мария («Мазепа» П. И. Чайковского)
- Кума Настасья («Чародейка» П. И. Чайковского)
- Тамара («Демон» А. Г. Рубинштейна)
- Лалла Рук («Фераморс» А. Г. Рубинштейна) — первая исполнительница в Мариинском театре (1898)[2]
- Купава («Снегурочка» Н. А. Римского-Корсакова)
- Кассандра («Орестея» С. И. Танеева)
- Беранжера («Сарацин» Ц. А. Кюи)
- Тереза («Последнее свидание» П. П. Шенка) — первая исполнительница (1904)[2]
- Актея; Призрак Актеи; Графиня Гвиччиоли («Актея» П. П. Шенка) — первая исполнительница (1906)[2]
- Валентина («Гугеноты» Дж. Мейербера)
- Маргарита («Фауст» Ш. Гуно)
- Аида (одноимённая опера Дж. Верди)
- Сантуцца («Сельская честь» П. Масканьи)
- Недда («Паяцы» Р. Леонкавалло)
- Росовика («Гензель и Гретель» Э. Хумпердинка) — первая исполнительница в Мариинском театре (1897)[2]
- Венера («Тангейзер» Р. Вагнера)
- Зиглинда («Валькирия» Р. Вагнера)